# Campions del Torneig de Wimbledon
La següent és una llista dels Campions del Torneig de Wimbledon:

## Palmarès
| Any  | Individuals                                       | Individuals                                       | Dobles                                            | Dobles                                            | Dobles                                            |
| Any  | Masculí                                           | Femení                                            | Masculins                                         | Femenins                                          | Mixts                                             |
| ---- | ------------------------------------------------- | ------------------------------------------------- | ------------------------------------------------- | ------------------------------------------------- | ------------------------------------------------- |
| 1877 | Spencer Gore                                      |                                                   |                                                   |                                                   |                                                   |
| 1878 | Frank Hadow                                       |                                                   |                                                   |                                                   |                                                   |
| 1879 | John Hartley                                      |                                                   |                                                   |                                                   |                                                   |
| 1880 | John Hartley                                      |                                                   |                                                   |                                                   |                                                   |
| 1881 | William Renshaw                                   |                                                   |                                                   |                                                   |                                                   |
| 1882 | William Renshaw                                   |                                                   |                                                   |                                                   |                                                   |
| 1883 | William Renshaw                                   |                                                   |                                                   |                                                   |                                                   |
| 1884 | William Renshaw                                   | Maud Watson                                       | William Renshaw Ernest Renshaw                    |                                                   |                                                   |
| 1885 | William Renshaw                                   | Maud Watson                                       | William Renshaw Ernest Renshaw                    |                                                   |                                                   |
| 1886 | William Renshaw                                   | Blanche Bingley Hillyard                          | William Renshaw Ernest Renshaw                    |                                                   |                                                   |
| 1887 | Herbert Lawford                                   | Lottie Dod                                        | Herbert Wilberforce Patrick Bowes-Lyon            |                                                   |                                                   |
| 1888 | Ernst Renshaw                                     | Lottie Dod                                        | William Renshaw Ernest Renshaw                    |                                                   |                                                   |
| 1889 | William Renshaw                                   | Blanche Bingley Hillyard                          | William Renshaw Ernest Renshaw                    |                                                   |                                                   |
| 1890 | Willoughby Hamilton                               | Lena Rice                                         | Joshua Pim Frank Stoker                           |                                                   |                                                   |
| 1891 | Wilfred Baddeley                                  | Lottie Dod                                        | Wilfred Baddeley Herbert Baddeley                 |                                                   |                                                   |
| 1892 | Wilfred Baddeley                                  | Lottie Dod                                        | Harry S. Barlow E.W. Lewis                        |                                                   |                                                   |
| 1893 | Joshua Pim                                        | Lottie Dod                                        | Joshua Pim Frank Stoker                           |                                                   |                                                   |
| 1894 | Joshua Pim                                        | Blanche Bingley Hillyard                          | Wilfred Baddeley Herbert Baddeley                 |                                                   |                                                   |
| 1895 | Wilfred Baddeley                                  | Charlotte Cooper Sterry                           | Wilfred Baddeley Herbert Baddeley                 |                                                   |                                                   |
| 1896 | Harold Mahony                                     | Charlotte Cooper Sterry                           | Wilfred Baddeley Herbert Baddeley                 |                                                   |                                                   |
| 1897 | Reginald Doherty                                  | Blanche Bingley Hillyard                          | Lawrence Doherty Reginald Doherty                 |                                                   |                                                   |
| 1898 | Reginald Doherty                                  | Charlotte Cooper Sterry                           | Lawrence Doherty Reginald Doherty                 |                                                   |                                                   |
| 1899 | Reginald Doherty                                  | Blanche Bingley Hillyard                          | Lawrence Doherty Reginald Doherty                 |                                                   |                                                   |
| 1900 | Reginald Doherty                                  | Blanche Bingley Hillyard                          | Lawrence Doherty Reginald Doherty                 |                                                   |                                                   |
| 1901 | Arthur Gore                                       | Charlotte Cooper Sterry                           | Lawrence Doherty Reginald Doherty                 |                                                   |                                                   |
| 1902 | Lawrence Doherty                                  | Muriel Robb                                       | Frank Riseley Sydney Smith                        |                                                   |                                                   |
| 1903 | Lawrence Doherty                                  | Dorothea Lambert Chambers                         | Lawrence Doherty Reginald Doherty                 |                                                   |                                                   |
| 1904 | Lawrence Doherty                                  | Dorothea Lambert Chambers                         | Lawrence Doherty Reginald Doherty                 |                                                   |                                                   |
| 1905 | Lawrence Doherty                                  | May Sutton Bundy                                  | Lawrence Doherty Reginald Doherty                 |                                                   |                                                   |
| 1906 | Lawrence Doherty                                  | Dorothea Lambert Chambers                         | Frank Riseley Sydney Smith                        |                                                   |                                                   |
| 1907 | Norman Brookes                                    | May Sutton Bundy                                  | Norman Brookes Anthony Wilding                    |                                                   |                                                   |
| 1908 | Arthur Gore                                       | Charlotte Cooper Sterry                           | Josiah Ritchie Anthony Wilding                    |                                                   |                                                   |
| 1909 | Arthur Gore                                       | Dora Boothby                                      | Arthur Gore Herbert Barrett                       |                                                   |                                                   |
| 1910 | Anthony Wilding                                   | Dorothea Lambert Chambers                         | Josiah Ritchie Anthony Wilding                    |                                                   |                                                   |
| 1911 | Anthony Wilding                                   | Dorothea Lambert Chambers                         | Max Decugis André Gobert                          |                                                   |                                                   |
| 1912 | Anthony Wilding                                   | Ethel Thomson Larcombe                            | Herbert Barrett Charles Dixon                     |                                                   |                                                   |
| 1913 | Anthony Wilding                                   | Dorothea Lambert Chambers                         | Herbert Barrett Charles Dixon                     | Winifred McNair Dora Boothby                      | Hope Crisp Agnes Tuckey                           |
| 1914 | Norman Brookes                                    | Dorothea Lambert Chambers                         | Norman Brookes Anthony Wilding                    | Elizabeth Ryan Agnes Morton                       | James Cecil Parke Ethel Thomson Larcombe          |
| 1915 | Sense competició per la Primera Guerra Mundial    | Sense competició per la Primera Guerra Mundial    | Sense competició per la Primera Guerra Mundial    | Sense competició per la Primera Guerra Mundial    | Sense competició per la Primera Guerra Mundial    |
| 1916 | Sense competició per la Primera Guerra Mundial    | Sense competició per la Primera Guerra Mundial    | Sense competició per la Primera Guerra Mundial    | Sense competició per la Primera Guerra Mundial    | Sense competició per la Primera Guerra Mundial    |
| 1917 | Sense competició per la Primera Guerra Mundial    | Sense competició per la Primera Guerra Mundial    | Sense competició per la Primera Guerra Mundial    | Sense competició per la Primera Guerra Mundial    | Sense competició per la Primera Guerra Mundial    |
| 1918 | Sense competició per la Primera Guerra Mundial    | Sense competició per la Primera Guerra Mundial    | Sense competició per la Primera Guerra Mundial    | Sense competició per la Primera Guerra Mundial    | Sense competició per la Primera Guerra Mundial    |
| 1919 | Gerald Patterson                                  | Suzanne Lenglen                                   | Ronald Thomas Pat O'Hara Wood                     | Suzanne Lenglen Elizabeth Ryan                    | Randolph Lycett Elizabeth Ryan                    |
| 1920 | Bill Tilden                                       | Suzanne Lenglen                                   | Chuck Garland R. Norris Williams                  | Suzanne Lenglen Elizabeth Ryan                    | Gerald Patterson Suzanne Lenglen                  |
| 1921 | Bill Tilden                                       | Suzanne Lenglen                                   | Randolph Lycett Max Woosnam                       | Suzanne Lenglen Elizabeth Ryan                    | Randolph Lycett Elizabeth Ryan                    |
| 1922 | Gerald Patterson                                  | Suzanne Lenglen                                   | James Anderson Randolph Lycett                    | Suzanne Lenglen Elizabeth Ryan                    | Pat O'Hara Wood Suzanne Lenglen                   |
| 1923 | Bill Johnston                                     | Suzanne Lenglen                                   | Randolph Lycett Leslie Godfree                    | Suzanne Lenglen Elizabeth Ryan                    | Randolph Lycett Elizabeth Ryan                    |
| 1924 | Jean Borotra                                      | Kitty McKane Godfree                              | Francis Hunter Vincent Richards                   | Hazel Hotchkiss Wightman Helen Wills Moody        | John Gilbert Kathleen McKane                      |
| 1925 | René Lacoste                                      | Suzanne Lenglen                                   | Jean Borotra René Lacoste                         | Suzanne Lenglen Elizabeth Ryan                    | Jean Borotra Suzanne Lenglen                      |
| 1926 | Jean Borotra                                      | Kitty McKane Godfree                              | Jacques Brugnon Henri Cochet                      | Elizabeth Ryan Mary Browne                        | Leslie Godfree Kathleen McKane Godfree            |
| 1927 | Henri Cochet                                      | Helen Wills Moody                                 | Francis Hunter Bill Tilden                        | Helen Wills Moody Elizabeth Ryan                  | Francis Hunter Elizabeth Ryan                     |
| 1928 | René Lacoste                                      | Helen Wills Moody                                 | Jacques Brugnon Henri Cochet                      | Phoebe Holcroft Watson Peggy Saunders             | Patrick Spence Elizabeth Ryan                     |
| 1929 | Henri Cochet                                      | Helen Wills Moody                                 | Wilmer Allison John Van Ryn                       | Phoebe Holcroft Watson Peggy Saunders             | Francis Hunter Helen Wills Moody                  |
| 1930 | Bill Tilden                                       | Helen Wills Moody                                 | Wilmer Allison John Van Ryn                       | Helen Wills Moody Elizabeth Ryan                  | Jack Crawford Elizabeth Ryan                      |
| 1931 | Sidney Wood                                       | Cilly Aussem                                      | George Lott John Van Ryn                          | Dorothy Shepherd-Barron Phyllis Mudford           | George Lott Anna McCune Harper                    |
| 1932 | Ellsworth Vines                                   | Helen Wills Moody                                 | Wilmer Allison John Van Ryn                       | Doris Metaxa Josane Sigart                        | Enrique Maier Elizabeth Ryan                      |
| 1933 | Jack Crawford                                     | Helen Wills Moody                                 | René Lacoste Jacques Brugnon                      | Simone Mathieu Elizabeth Ryan                     | Gottfried von Cramm Hilde Krahwinkel Sperling     |
| 1934 | Fred Perry                                        | Dorothy Round Little                              | George Lott Lester Stoefen                        | Simone Mathieu Elizabeth Ryan                     | Ryuki Miki Dorothy Round Little                   |
| 1935 | Fred Perry                                        | Helen Wills Moody                                 | Jack Crawford Adrian Quist                        | Freda James Kay Stammers                          | Fred Perry Dorothy Round Little                   |
| 1936 | Fred Perry                                        | Helen Jacobs                                      | Pat Hughes Raymond Tuckey                         | Freda James Kay Stammers                          | Fred Perry Dorothy Round Little                   |
| 1937 | Don Budge                                         | Dorothy Round Little                              | Don Budge Gene Mako                               | Simone Mathieu Billie Yorke                       | Don Budge Alice Marble                            |
| 1938 | Don Budge                                         | Helen Wills Moody                                 | Don Budge Gene Mako                               | Sarah Palfrey Cooke Alice Marble                  | Don Budge Alice Marble                            |
| 1939 | Bobby Riggs                                       | Alice Marble                                      | Elwood Cooke Bobby Riggs                          | Sarah Palfrey Cooke Alice Marble                  | Bobby Riggs Alice Marble                          |
| 1940 | Sense competició per la Segona Guerra Mundial     | Sense competició per la Segona Guerra Mundial     | Sense competició per la Segona Guerra Mundial     | Sense competició per la Segona Guerra Mundial     | Sense competició per la Segona Guerra Mundial     |
| 1941 | Sense competició per la Segona Guerra Mundial     | Sense competició per la Segona Guerra Mundial     | Sense competició per la Segona Guerra Mundial     | Sense competició per la Segona Guerra Mundial     | Sense competició per la Segona Guerra Mundial     |
| 1942 | Sense competició per la Segona Guerra Mundial     | Sense competició per la Segona Guerra Mundial     | Sense competició per la Segona Guerra Mundial     | Sense competició per la Segona Guerra Mundial     | Sense competició per la Segona Guerra Mundial     |
| 1943 | Sense competició per la Segona Guerra Mundial     | Sense competició per la Segona Guerra Mundial     | Sense competició per la Segona Guerra Mundial     | Sense competició per la Segona Guerra Mundial     | Sense competició per la Segona Guerra Mundial     |
| 1944 | Sense competició per la Segona Guerra Mundial     | Sense competició per la Segona Guerra Mundial     | Sense competició per la Segona Guerra Mundial     | Sense competició per la Segona Guerra Mundial     | Sense competició per la Segona Guerra Mundial     |
| 1945 | Sense competició per la Segona Guerra Mundial     | Sense competició per la Segona Guerra Mundial     | Sense competició per la Segona Guerra Mundial     | Sense competició per la Segona Guerra Mundial     | Sense competició per la Segona Guerra Mundial     |
| 1946 | Yvon Petra                                        | Pauline Betz Addie                                | Tom Brown Jack Kramer                             | Louise Brough Clapp Margaret Osborne duPont       | Tom Brown Louise Brough                           |
| 1947 | Jack Kramer                                       | Margaret Osborne duPont                           | Bob Falkenburg Jack Kramer                        | Doris Hart Patricia Canning Todd                  | John Bromwich Louise Brough Clapp                 |
| 1948 | Bob Falkenburg                                    | Louise Brough Clapp                               | John Bromwich Frank Sedgman                       | Louise Brough Clapp Margaret Osborne duPont       | John Bromwich Louise Brough Clapp                 |
| 1949 | Ted Schroeder                                     | Louise Brough Clapp                               | Pancho Gonzales Frank Parker                      | Louise Brough Clapp Margaret Osborne duPont       | Eric Sturgess Sheila Summers                      |
| 1950 | Budge Patty                                       | Louise Brough Clapp                               | John Bromwich Adrian Quist                        | Louise Brough Clapp Margaret Osborne duPont       | Eric Sturgess Louise Brough Clapp                 |
| 1951 | Dick Savitt                                       | Doris Hart                                        | Ken McGregor Frank Sedgman                        | Shirley Fry Irvin Doris Hart                      | Frank Sedgman Doris Hart                          |
| 1952 | Frank Sedgman                                     | Maureen Connolly Brinker                          | Ken McGregor Frank Sedgman                        | Shirley Fry Irvin Doris Hart                      | Frank Sedgman Doris Hart                          |
| 1953 | Vic Seixas                                        | Maureen Connolly Brinker                          | Lew Hoad Ken Rosewall                             | Shirley Fry Irvin Doris Hart                      | Vic Seixas Doris Hart                             |
| 1954 | Jaroslav Drobný                                   | Maureen Connolly Brinker                          | Rex Hartwig Mervyn Rose                           | Louise Brough Clapp Margaret Osborne duPont       | Vic Seixas Doris Hart                             |
| 1955 | Tony Trabert                                      | Louise Brough Clapp                               | Rex Hartwig Lew Hoad                              | Angela Mortimer Anne Shilcock                     | Vic Seixas Doris Hart                             |
| 1956 | Lew Hoad                                          | Shirley Fry Irvin                                 | Lew Hoad Ken Rosewall                             | Angela Buxton Althea Gibson                       | Vic Seixas Shirley Fry Irvin                      |
| 1957 | Lew Hoad                                          | Althea Gibson                                     | Gardnar Mulloy Budge Patty                        | Althea Gibson Darlene Hard                        | Mervyn Rose Darlene Hard                          |
| 1958 | Ashley Cooper                                     | Althea Gibson                                     | Sven Davidson Ulf Schmidt                         | Maria Bueno Althea Gibson                         | Bob Howe Lorraine Coghlan Robinson                |
| 1959 | Alex Olmedo                                       | Maria Bueno                                       | Roy Emerson Neale Fraser                          | Jeanne Arth Darlene Hard                          | Rod Laver Darlene Hard                            |
| 1960 | Neale Fraser                                      | Maria Bueno                                       | Rafael Osuna Dennis Ralston                       | Maria Bueno Darlene Hard                          | Rod Laver Darlene Hard                            |
| 1961 | Rod Laver                                         | Angela Mortimer Barrett                           | Roy Emerson Neale Fraser                          | Karen Hantze Susman Billie Jean King              | Fred Stolle Lesley Turner                         |
| 1962 | Rod Laver                                         | Karen Hantze Susman                               | Bob Hewitt Fred Stolle                            | Karen Hantze Susman Billie Jean King              | Neale Fraser Margaret Osborne duPont              |
| 1963 | Chuck McKinley                                    | Margaret Court                                    | Rafael Osuna Antonio Palafox                      | Maria Bueno Darlene Hard                          | Ken Fletcher Margaret Court                       |
| 1964 | Roy Emerson                                       | Maria Bueno                                       | Bob Hewitt Fred Stolle                            | Margaret Court Lesley Turner                      | Fred Stolle Lesley Turner                         |
| 1965 | Roy Emerson                                       | Margaret Court                                    | John Newcombe Tony Roche                          | Maria Bueno Billie Jean King                      | Ken Fletcher Margaret Court                       |
| 1966 | Manuel Santana                                    | Billie Jean King                                  | Ken Fletcher John Newcombe                        | Maria Bueno Nancy Richey                          | Ken Fletcher Margaret Court                       |
| 1967 | John Newcombe                                     | Billie Jean King                                  | Bob Hewitt Frew McMillan                          | Rosemary Casals Billie Jean King                  | Owen Davidson Billie Jean King                    |
| 1968 | Rod Laver                                         | Billie Jean King                                  | John Newcombe Tony Roche                          | Rosemary Casals Billie Jean King                  | Ken Fletcher Margaret Court                       |
| 1969 | Rod Laver                                         | Ann Haydon Jones                                  | John Newcombe Tony Roche                          | Margaret Court Judy Tegart Dalton                 | Fred Stolle Ann Haydon Jones                      |
| 1970 | John Newcombe                                     | Margaret Court                                    | John Newcombe Tony Roche                          | Rosemary Casals Billie Jean King                  | Ilie Năstase Rosemary Casals                      |
| 1971 | John Newcombe                                     | Evonne Goolagong Cawley                           | Roy Emerson Rod Laver                             | Rosemary Casals Billie Jean King                  | Owen Davidson Billie Jean King                    |
| 1972 | Stan Smith                                        | Billie Jean King                                  | Bob Hewitt Frew McMillan                          | Billie Jean King Betty Stöve                      | Ilie Năstase Rosemary Casals                      |
| 1973 | Jan Kodeš                                         | Billie Jean King                                  | Jimmy Connors Ilie Năstase                        | Rosemary Casals Billie Jean King                  | Owen Davidson Billie Jean King                    |
| 1974 | Jimmy Connors                                     | Chris Evert                                       | John Newcombe Tony Roche                          | Evonne Goolagong Cawley Peggy Michel              | Owen Davidson Billie Jean King                    |
| 1975 | Arthur Ashe                                       | Billie Jean King                                  | Vitas Gerulaitis Gene Mayer                       | Ann Kiyomura Kazuko Sawamatsu                     | Marty Riessen Margaret Court                      |
| 1976 | Björn Borg                                        | Chris Evert                                       | Brian Gottfried Raúl Ramírez                      | Chris Evert Martina Navrátilová                   | Tony Roche Françoise Durr                         |
| 1977 | Björn Borg                                        | Virginia Wade                                     | Ross Case Geoff Masters                           | Helen Gourlay Cawley JoAnne Russell               | Bob Hewitt Greer Stevens                          |
| 1978 | Björn Borg                                        | Martina Navrátilová                               | Bob Hewitt Frew McMillan                          | Kerry Melville Reid Wendy Turnbull                | Frew McMillan Betty Stöve                         |
| 1979 | Björn Borg                                        | Martina Navrátilová                               | Peter Fleming John McEnroe                        | Billie Jean King Martina Navrátilová              | Bob Hewitt Greer Stevens                          |
| 1980 | Björn Borg                                        | Evonne Goolagong Cawley                           | Peter McNamara Paul McNamee                       | Kathy Jordan Anne Smith                           | John Austin Tracy Austin                          |
| 1981 | John McEnroe                                      | Chris Evert                                       | Peter Fleming John McEnroe                        | Martina Navrátilová Pam Shriver                   | Frew McMillan Betty Stöve                         |
| 1982 | Jimmy Connors                                     | Martina Navrátilová                               | Peter McNamara Paul McNamee                       | Martina Navrátilová Pam Shriver                   | Kevin Curren Anne Smith                           |
| 1983 | John McEnroe                                      | Martina Navrátilová                               | Peter Fleming John McEnroe                        | Martina Navrátilová Pam Shriver                   | John Lloyd Wendy Turnbull                         |
| 1984 | John McEnroe                                      | Martina Navrátilová                               | Peter Fleming John McEnroe                        | Martina Navrátilová Pam Shriver                   | John Lloyd Wendy Turnbull                         |
| 1985 | Boris Becker                                      | Martina Navrátilová                               | Heinz Günthardt Balázs Taróczy                    | Kathy Jordan Elizabeth Sayers Smylie              | Paul McNamee Martina Navrátilová                  |
| 1986 | Boris Becker                                      | Martina Navrátilová                               | Joakim Nyström Mats Wilander                      | Martina Navrátilová Pam Shriver                   | Ken Flach Kathy Jordan                            |
| 1987 | Pat Cash                                          | Martina Navrátilová                               | Ken Flach Robert Seguso                           | Claudia Kohde-Kilsch Helena Suková                | Jeremy Bates Jo Durie                             |
| 1988 | Stefan Edberg                                     | Steffi Graf                                       | Ken Flach Robert Seguso                           | Steffi Graf Gabriela Sabatini                     | Sherwood Stewart Zina Garrison                    |
| 1989 | Boris Becker                                      | Steffi Graf                                       | John Fitzgerald Anders Järryd                     | Jana Novotná Helena Suková                        | Jim Pugh Jana Novotná                             |
| 1990 | Stefan Edberg                                     | Martina Navrátilová                               | Rick Leach Jim Pugh                               | Jana Novotná Helena Suková                        | Rick Leach Zina Garrison                          |
| 1991 | Michael Stich                                     | Steffi Graf                                       | John Fitzgerald Anders Järryd                     | Larisa Savchenko Neiland Natalia Zvereva          | John Fitzgerald Elizabeth Sayers Smylie           |
| 1992 | Andre Agassi                                      | Steffi Graf                                       | John McEnroe Michael Stich                        | Gigi Fernández Natalia Zvereva                    | Cyril Suk Larisa Savchenko Neiland                |
| 1993 | Pete Sampras                                      | Steffi Graf                                       | Todd Woodbridge Mark Woodforde                    | Gigi Fernández Natalia Zvereva                    | Mark Woodforde Martina Navrátilová                |
| 1994 | Pete Sampras                                      | Conchita Martínez                                 | Todd Woodbridge Mark Woodforde                    | Gigi Fernández Natalia Zvereva                    | Todd Woodbridge Helena Suková                     |
| 1995 | Pete Sampras                                      | Steffi Graf                                       | Todd Woodbridge Mark Woodforde                    | Jana Novotná Arantxa Sánchez Vicario              | Jonathan Stark Martina Navrátilová                |
| 1996 | Richard Krajicek                                  | Steffi Graf                                       | Todd Woodbridge Mark Woodforde                    | Martina Hingis Helena Suková                      | Cyril Suk Helena Suková                           |
| 1997 | Pete Sampras                                      | Martina Hingis                                    | Todd Woodbridge Mark Woodforde                    | Gigi Fernández Natalia Zvereva                    | Cyril Suk Helena Suková                           |
| 1998 | Pete Sampras                                      | Jana Novotná                                      | Jacco Eltingh Paul Haarhuis                       | Martina Hingis Helena Suková                      | Maks Mirni Serena Williams                        |
| 1999 | Pete Sampras                                      | Lindsay Davenport                                 | Mahesh Bhupathi Leander Paes                      | Lindsay Davenport Corina Morariu                  | Leander Paes Lisa Raymond                         |
| 2000 | Pete Sampras                                      | Venus Williams                                    | Todd Woodbridge Mark Woodforde                    | Serena Williams Venus Williams                    | Donald Johnson Kimberly Po                        |
| 2001 | Goran Ivanišević                                  | Venus Williams                                    | Donald Johnson Jared Palmer                       | Lisa Raymond Rennae Stubbs                        | Leoš Friedl Daniela Hantuchová                    |
| 2002 | Lleyton Hewitt                                    | Serena Williams                                   | Jonas Björkman Todd Woodbridge                    | Serena Williams Venus Williams                    | Mahesh Bhupathi Elena Likhovtseva                 |
| 2003 | Roger Federer                                     | Serena Williams                                   | Jonas Björkman Todd Woodbridge                    | Kim Clijsters Ai Sugiyama                         | Leander Paes Martina Navrátilová                  |
| 2004 | Roger Federer                                     | Maria Xaràpova                                    | Jonas Björkman Todd Woodbridge                    | Cara Black Rennae Stubbs                          | Wayne Black Cara Black                            |
| 2005 | Roger Federer                                     | Venus Williams                                    | Stephen Huss Wesley Moodie                        | Cara Black Liezel Huber                           | Mahesh Bhupathi Mary Pierce                       |
| 2006 | Roger Federer                                     | Amélie Mauresmo                                   | Bob Bryan Mike Bryan                              | Yan Zi Zheng Jie                                  | Andy Ram Vera Zvonariova                          |
| 2007 | Roger Federer                                     | Venus Williams                                    | Arnaud Clément Michaël Llodra                     | Cara Black Liezel Huber                           | Jamie Murray Jelena Janković                      |
| 2008 | Rafael Nadal                                      | Venus Williams                                    | Daniel Nestor Nenad Zimonjić                      | Serena Williams Venus Williams                    | Bob Bryan Samantha Stosur                         |
| 2009 | Roger Federer                                     | Serena Williams                                   | Daniel Nestor Nenad Zimonjić                      | Serena Williams Venus Williams                    | Mark Knowles Anna-Lena Grönefeld                  |
| 2010 | Rafael Nadal                                      | Serena Williams                                   | Jurgen Melzer Philipp Petzschner                  | Vania King Iaroslava Xvédova                      | Leander Paes Cara Black                           |
| 2011 | Novak Đoković                                     | Petra Kvitová                                     | Bob Bryan Mike Bryan                              | Květa Peschke Katarina Srebotnik                  | Jürgen Melzer Iveta Benešová                      |
| 2012 | Roger Federer                                     | Serena Williams                                   | Jonathan Marray Frederik Nielsen                  | Serena Williams Venus Williams                    | Mike Bryan Lisa Raymond                           |
| 2013 | Andy Murray                                       | Marion Bartoli                                    | Bob Bryan Mike Bryan                              | Hsieh Su-wei Peng Shuai                           | Daniel Nestor Kristina Mladenovic                 |
| 2014 | Novak Đoković                                     | Petra Kvitová                                     | Vasek Pospisil Jack Sock                          | Sara Errani Roberta Vinci                         | Nenad Zimonjić Samantha Stosur                    |
| 2015 | Novak Đoković                                     | Serena Williams                                   | Jean-Julien Rojer Horia Tecau                     | Martina Hingis Sania Mirza                        | Leander Paes Martina Hingis                       |
| 2016 | Andy Murray                                       | Serena Williams                                   | Pierre-Hugues Herbert Nicolas Mahut               | Serena Williams Venus Williams                    | Henri Kontinen Heather Watson                     |
| 2017 | Roger Federer                                     | Garbiñe Muguruza                                  | Łukasz Kubot Marcelo Melo                         | Iekaterina Makàrova Ielena Vesninà                | Jamie Murray Martina Hingis                       |
| 2018 | Novak Đoković                                     | Angelique Kerber                                  | Mike Bryan Jack Sock                              | Barbora Krejčíková Kateřina Siniaková             | Nicole Melichar Alexander Peya                    |
| 2019 | Novak Đoković                                     | Simona Halep                                      | Juan Sebastián Cabal Robert Farah                 | Hsieh Su-wei Barbora Strýcová                     | Latisha Chan Ivan Dodig                           |
| 2020 | Torneig suspès a causa de la pandèmia de COVID-19 | Torneig suspès a causa de la pandèmia de COVID-19 | Torneig suspès a causa de la pandèmia de COVID-19 | Torneig suspès a causa de la pandèmia de COVID-19 | Torneig suspès a causa de la pandèmia de COVID-19 |
| 2021 | Novak Đoković                                     | Ashleigh Barty                                    | Nikola Mektić Mate Pavić                          | Hsieh Su-wei Elise Mertens                        | Desirae Krawczyk Neal Skupski                     |
| 2022 | Novak Đoković                                     | Ielena Ribàkina                                   | Matthew Ebden Max Purcell                         | Barbora Krejčíková Kateřina Siniaková             | Desirae Krawczyk Neal Skupski                     |
| 2023 | Carlos Alcaraz                                    | Markéta Vondrousová                               | Wesley Koolhof Neal Skupski                       | Hsieh Su-wei Barbora Strýcová                     | Mate Pavić Liudmila Kitxenok                      |
| 2024 | Carlos Alcaraz                                    | Barbora Krejčíková                                | Harri Heliövaara Henry Patten                     | Kateřina Siniaková Taylor Townsend                | Hsieh Su-wei Jan Zieliński                        |
| 2025 | Jannik Sinner                                     | Iga Świątek                                       | Julian Cash Lloyd Glasspool                       | Veronika Kudermétova Elise Mertens                | Kateřina Siniaková Sem Verbeek                    |